# Hylonomus
Hylonomus ("rato da floresta") foi o mais antigo réptil encontrado até hoje, tendo vivido há 315 milhões de anos durante a idade Bashkiriano da época Pennsylvaniano do período Carbonífero.
Muitos espécimes deste animal foram encontrados na Nova Escócia e no Canadá. Muitos Fósseis desse animal foram muito bem preservados, um exemplo disso é que seus esqueletos foram encontrados completos, com até pequenos ossos e escamas do animal foram encontradas intactas, isso porque seus corpos normamente são encontrados em troncos de árvores aprodecidas abaixo do solo. Tinha 20 cm de comprimento e se alimentava de milípedes e artrópodes pequenos.
Hylonomus vivia no solo de florestas de árvores que atingiam os 100 m de altura. Junto ao solo cresciam fetos arbóreos. Era uma habitat sombrio onde o animal se escondia dos predadores, procurava alimento e se ocupava das crias.